# Frank Hamilton Cushing

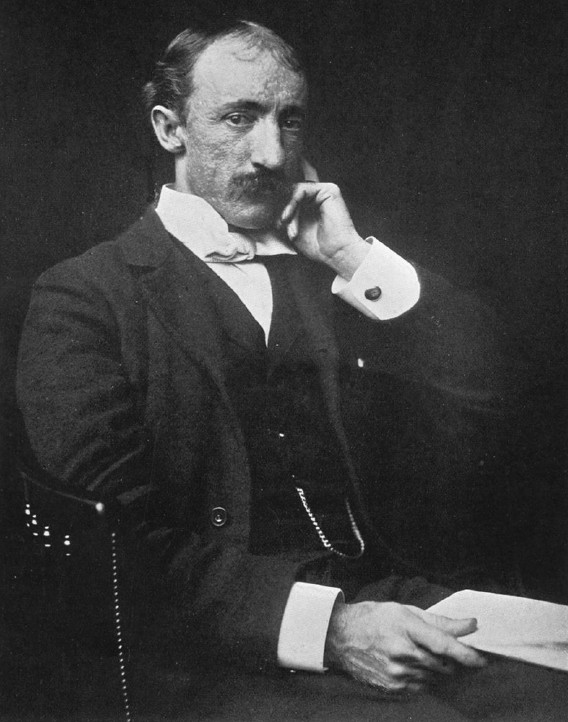
Frank Hamilton Cushing

Frank Hamilton Cushing (* 22. Juli 1857, in der Stadt North East, in Erie County (Pennsylvania); † 10. April 1900 in Washington, D.C.), ein amerikanischer Ethnologe, wurde im nordöstlichen Pennsylvania geboren, seine Familie zog später in den westlichen Teil des Staates New York. Er begeisterte sich früh für indianische Pfeilspitzen, die man in der Umgebung leicht finden konnte und lernte ihre Herstellung. Er war erst 17, als er seine erste wissenschaftliche Arbeit veröffentlichte. Er studierte nur kurz in Cornell und wurde mit 19 ein Kurator in der ethnologischen Abteilung des National Museum in Washington, D.C., der Smithsonian Institution.

## Die erste Stevenson-Expedition
Dort wurde John Wesley Powell, der Leiter des 1879 gegründeten Bureau of Ethnology (später Bureau of American Ethnology) auf ihn aufmerksam und Cushing nahm an der ersten Expedition der neugegründeten Behörde teil, die von James Stevenson geleitet wurde. Sie dauerte im Jahre 1879 von August bis Dezember. Ziel waren die Pueblo-Indianer im Südwesten der Vereinigten Staaten, Zuñi in Neu-Mexiko und Hopi in Arizona. Teilnehmer waren Stevenson und seine Frau Matilda Coxe Stevenson, Cushing und der Fotograf John K. Hillers. Die Stevensons und Hillers kehrten im nächsten Herbst und auch später in den Südwesten zurück.

## Cushing in Zuni

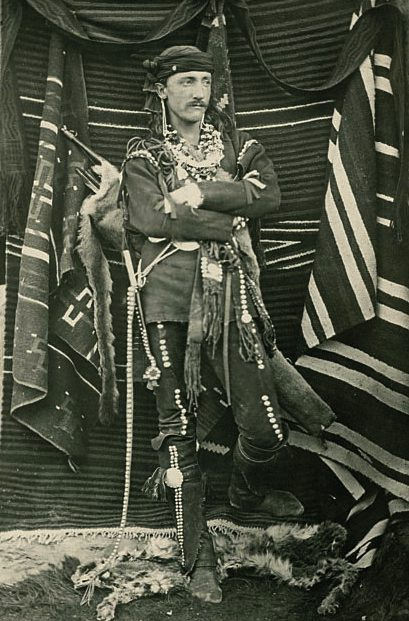

Cushing blieb bei den Zuni, er sollte fünf Jahre dort leben (bis 1884). Er war einer der ersten Teilnehmenden Beobachter in der Geschichte der Ethnologie. Bronislaw Malinowski, dem üblicherweise die Erfindung dieser Idee nachgesagt wird, lebte zuerst im Ersten Weltkrieg, also mehr als dreißig Jahre später, bei den Trobriandianern.
Cushing überstand Entbehrungen und Krankheiten, erlernte die Sprache und die Sitten und Gebräuche.
Den Zuni unter ihrem Gouverneur Palowahtiwa (Patricio Pino) behagte seine Anwesenheit zunächst überhaupt nicht, auch, weil er offensichtlich ihre tiefsten Geheimnisse entdecken wollte, aber er wurde nach einiger Zeit akzeptiert und in die Zuni-Gemeinschaft integriert.
Er gelangte 1881 in den Besitz einer Kriegstrophäe, eines Apachen-Skalps, und konnte Mitglied der kriegerischen Bogenpriesterschaft werden. Cushing wurde vom Gouverneur adoptiert und erhielt den Namen Tenatsali (Medizingewächs).
1882 reiste er mit seinem Adoptivvater und fünf weiteren Bogenpriestern in die östlichen Vereinigten Staaten, zu den Seneca auf dem Tonawanda-Reservat, mit Aufenthalt in Washington, New York und Boston. In Washington trafen sie sich mit Chester Arthur, dem Präsidenten der Vereinigten Staaten. Im Dezember war Cushing mit den Brüdern Victor und Cosmos Mindeleff und John K. Hillers in Oraibi bei den Hopi.
Man kann diese Tournee auch als einen Versuch werten, die Objekte des westlichen Blickes umgekehrt zu anthropologischen Subjekten, Beobachtern unserer Welt zu machen, was jetzt als „reflexive Anthropologie“ bezeichnet wird.
Cushing hatte auf dieser Reise Emily Tennison aus Washington, D.C. geheiratet. Er kehrte mit seiner Braut und ihrer Schwester zu den Zuni zurück, lebte nun aber außerhalb und komfortabler als zuvor.

## Eine politische Intrige
Cushings Leben bei den Zuni wurde durch eine politische Intrige beendet. Der Präsident der Vereinigten Staaten, Hayes, hatte 1877 die Grenzen der neuen Zuni-Reservation festgelegt und dabei war ein Stück Zuni-Land, das Nutria-Tal, nicht berücksichtigt worden. Landspekulanten kamen 1882 zu den Zuni und beanspruchten dieses Land für eine Viehzucht. Die Zunis baten Cushing um Hilfe und der machte die Sache in Chicago und Boston publik. Aber der Schwiegervater eines Spekulanten war John A. Logan, der Senator von Illinois. Logan war ein einflussreicher Politiker, der 1884 Vizepräsidentschaftskandidat werden sollte. Präsident Chester Arthur änderte zwar die Zuni-Grenzen 1883 zu Gunsten der Zuni, aber Logan, dessen Ansehen durch den versuchten Landraub gelitten hatte, rächte sich und drohte dem Bureau of American Ethnology und seinem Director John Wesley Powell mit Budgetkürzung, falls Cushing in New Mexico bliebe. Cushing musste sich fügen und nach Washington zurückkehren.

## Die Hemenway-Expedition
1882 hatte er die wohlhabende Mary Hemenway aus Boston kennengelernt, die ihn zum Leiter der Hemenway Archaeological Expedition machte. Cushing konnte so 1886 für kurze Zeit in den Südwesten zurückkehren, aber seine Gesundheit verschlechterte sich und der Ethnologe und Archäologe Jesse Walter Fewkes musste ihn als Expeditionsleiter ablösen.

## Weitere Arbeiten und früher Tod
Cushing leitete im Frühjahr 1896 in Florida die Pepper-Hearst Expedition in Florida, eine Ausgrabung auf der Insel Key Marco. Im selben Jahr wurde er zum Mitglied der American Philosophical Society gewählt.
Cushing lernte in seinen letzten Jahren Stewart Culin vom Brooklyn Museum und der World’s Columbian Exposition kennen und arbeitete mit ihm über dessen Thema Spiele und ihre Geschichte.
Bei einem Essen in Maine erstickte er an einer Fischgräte.
Thomas Eakins hat ihn als Zuni gemalt und John Karl Hillers hat ihn fotografiert.

## Die Bedeutung Cushings
Cushing war ein früher Vertreter der Idee, dass alle Völker Kultur besitzen. Er war ein Pionier der teilnehmenden und einfühlenden Beobachtung, wenn auch wesentlich spektakulärer als seine akademischen Nachfolger: Frank Cushing, 1st War Chief of Zuni, U.S. Ass't Ethnologist, wie er Briefe nach Washington unterzeichnete.

## Werke (Auswahl)
- Jesse Green u. Sharon Weiner Green: Cushing at Zuni: The Correspondence and Journals of Frank Hamilton Cushing, 1879-1884, University of New Mexico Press, 1990, ISBN 0-8263-1172-5
- F.H.C., Randolph Jay Widmer (Einführung): Exploration of Ancient Key-Dweller Remains on the Gulf Coast of Florida, University of Florida Press, Gainesville, Fl., 2000.
  - Nachdruck von Cushing’s Monographie aus den: American Philosophical Assosiation, Proceedings, Band 35, Nr. 135, 1896.
- Sylvester Baxter u. Frank H. Cushing, My Adventurers in Zuni: Including Father of The Pueblos & An Aboriginal Pilgrimage, Filter Press, LLC, 1999, paperback, 1999, 79 pages, ISBN 0-86541-045-3
- My Adventures in Zuni, Pamphlet, ISBN 1-121-39551-1
- Frank Hamilton Cushing u. Barton Wright, The Mythic World of the Zuni, University of New Mexico Press, 1992, ISBN 0-8263-1036-2
- Outlines of Zuni Creation Myths, AMS Press; Reprint edition, 1996, ISBN 0-404-11834-8
- Zuni Coyote Tales, University of Arizona Press, 1998, paperback, 104 pages, ISBN 0-8165-1892-0
- Zuni Fetishes, Pamphlet, ISBN 1-199-17971-X and ISBN 1-122-26704-5
- Zuni Fetishes (Gestaltung: K.C. DenDooven, Fotografien von Bruce Hucko, Anmerkungen von Mark Bahti) KC Publications, 1999, paperback, 48 pages, ISBN 0-88714-144-7
- Zuni Fetishes Facsimile, Pamphlet, ISBN 1-125-28500-1
- Zuni Folk Tales, ISBN 1-125-91410-6
- Zuni Folk Tales, University of Arizona Press, 1999, trade paperback, ISBN 0-8165-0986-7
- Jesse Green (Hg., Einführung), Fred Eggan (Vorwort): Zuni: Selected Writings of Frank Hamilton Cushing, Lincoln, University of Nebraska Press, 1978, hardcover, 440 pages, ISBN 0-8032-2100-2; trade paperback, 1979, 449 pages, ISBN 0-8032-7007-0
- Zuni Breadstuff (Indian Notes and Monographs, Bd. 8), AMS Press, 1975, 673 pages, ISBN 0-404-11835-6